# Brockley, Suffolk
Brockley är en by och en civil parish i distriktet West Suffolk i Storbritannien.   Den ligger i grevskapet Suffolk och riksdelen England, i den sydöstra delen av landet, 90 km nordost om huvudstaden London. Orten har 312 invånare (2011). Byn nämndes i Domedagsboken (Domesday Book) år 1086, och kallades då Brocle(ga).